# Asteron inflatum
Asteron inflatum là một loài nhện trong họ Zodariidae.
Loài này thuộc chi Asteron. Asteron inflatum được Rudy Jocqué & Barbara C. Baehr miêu tả năm 2001.